# 508440 Lewishamilton
508440 Lewishamilton eller 2016 LH7 är en asteroid i huvudbältet som upptäcktes den 11 november 2013 av Mount Lemmon Survey. Den är uppkallad efter den brittiske racerföraren Lewis Hamilton.